# Убийство в закрытой комнате

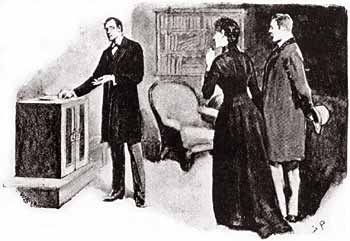
Шерлок Холмс за разгадкой убийства в запертой комнате (рассказ «Пёстрая лента», 1892)

Убийство в закрытой комнате (убийство в запертой комнате, загадка запертой комнаты) — классическая для детективной прозы схема сюжета, когда убийство (реже — кража) совершается в таком месте преступления, куда никто со стороны не мог прийти и откуда никто не мог выйти. При этом создаётся впечатление, что преступление не могло быть совершено, ибо преступник словно бы растворился в воздухе.
Преступление (убийство) в запертой изнутри комнате по сей день остается одной из центральных тем детективной литературы.

## История
Тема необъяснимых событий, совершающихся в запертом помещении, известна мировой литературе с глубокой древности. Такие рассказы встречаются у Геродота (сюжет о Рампсините во 2-й книге «Истории») и в библейской книге пророка Даниила (история о Виле и драконе в Дан. 14). Эти сюжеты рассматриваются современной критикой как прототипы детективной «тайны запертой комнаты».
Первым детективным произведением, основанным на сюжете «убийства в запертой комнаты», считается «Убийство на улице Морг» Эдгара По (1841); это же произведение считается и первым произведением в детективном жанре. Тема тесно замкнутого, ограниченного пространства характерна и для не детективных рассказов По; модель «запертой комнаты» у По восходит, по-видимому, к художественным экспериментам с замкнутым пространством в романтической литературе и к популярному в предшествующей готической литературе хронотопу замкнутого пространства замка. Существуют и более ранние рассказы, основанные на разгадке «тайны запертой комнаты», но они не получили известности.
Первым из получивших известность детективных романов, основанных на убийстве в запертой комнате, стал изданный в 1891 году роман «Тайна Биг-Боу» (The Big Bow Mistery) писателя Израэла Зангвилла.
В 1907 г. Гастон Леру публикует роман «Тайна жёлтой комнаты», имевший оглушительный успех у французской публики и вызвавший массу подражаний. Это первый роман, целиком построенный вокруг головоломки преступления, которое, казалось бы, невозможно совершить исходя из законов физики.
Книгу Леру считал эталоном Джон Диксон Карр — писатель, который специализировался на убийствах в закрытых комнатах. Его роман «Три гроба» (1935) высоко ценится экспертами по детективной литературе. В романе описано несколько идеально построенных преступлений в закрытых пространствах, а в одной из глав сыщик Гидеон Фелл зачитывает целую лекцию по поводу технических аспектов и классификации таких преступлений («Лекция о запертой комнате»).
Преступление в замкнутой комнате было основой произведений множества авторов, в том числе таких классиков детективного жанра, как Конан Дойль («Пляшущие человечки», «Пёстрая лента» и др.); множество преступлений в замкнутых локациях описали в своих сочинениях Агата Кристи («Десять негритят», «Мышеловка», «Убийство в «Восточном экспрессе»» и др), Г. К. Честертон («Невидимка», «Небесная стрела»), Буало-Нарсежак («Инженер слишком любил цифры»), Пер Валё и Май Шёваль («Запертая комната») и другие авторы.